# NSU 5/12 PS
Der NSU 5/12 PS war ein kleiner PKW, den die Neckarsulmer Fahrzeugwerke Aktiengesellschaft in den Jahren 1913 und 1914 bauten.
Der 5/12 PS war der Nachfolger des Kleinwagens 5/11 PS.

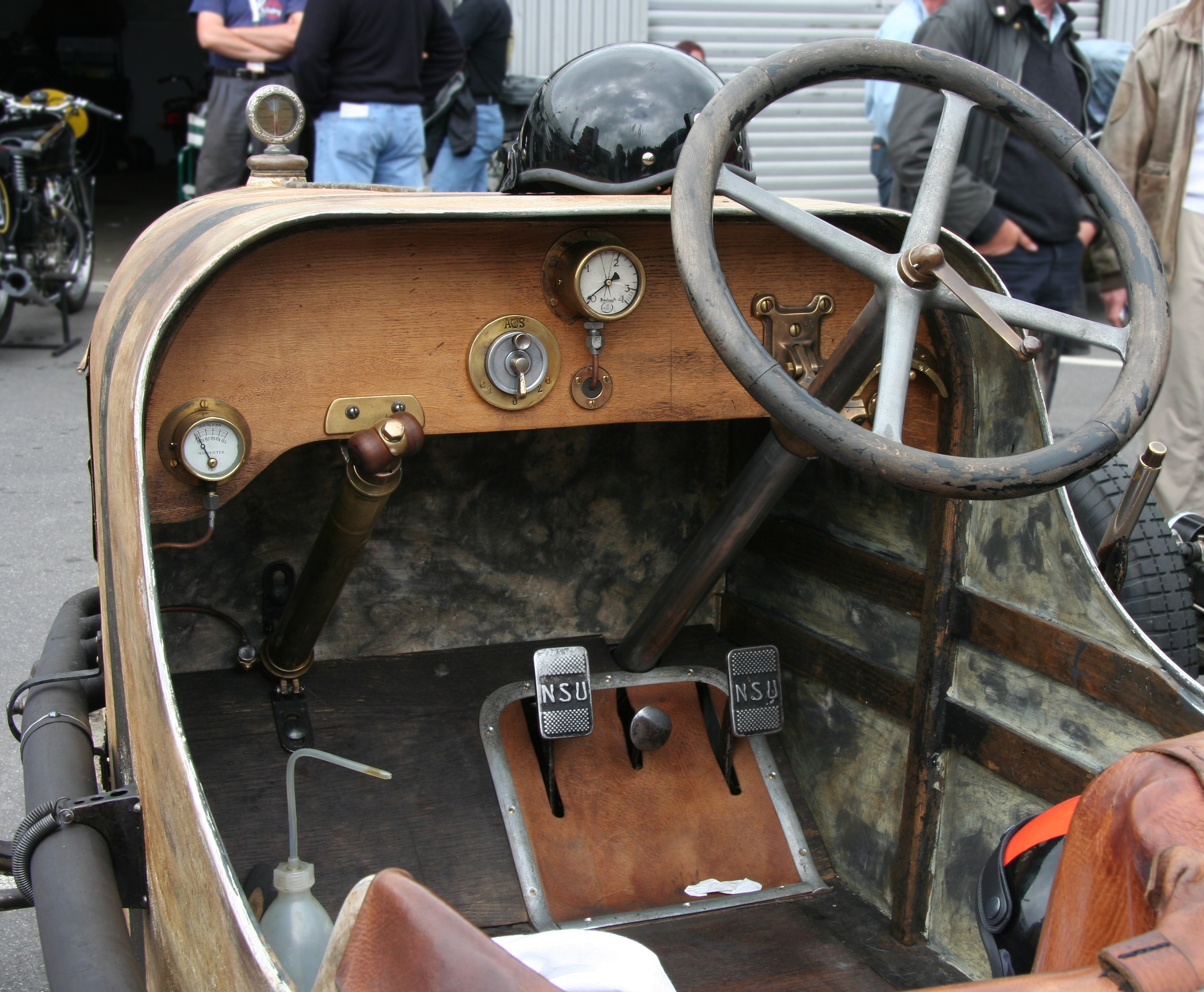
NSU 5/12 PS innen

Der Motor war ein Vierzylinder-Blockmotor mit seitlich stehenden Ventilen, Hubraum 1132 cm³ (Bohrung × Hub = 60 × 100 mm), der 12 PS (8,8 kW) bei 1600/min leistete. Der Motor hatte bereits Druckumlaufschmierung und Magnetzündung. Die Kraft wurde über eine Lederkonuskupplung, ein Dreiganggetriebe und eine Kardanwelle auf die Hinterräder übertragen. Der Schalthebel lag außen und wurde in einer Kulisse geführt. Der Radstand des Zweisitzers betrug 2210 mm und seine Spurweite 1150 mm. Die anderen Aufbauten waren auf Fahrgestellen mit 2400 mm Radstand montiert. Das Gewicht des Fahrgestells lag bei. 550 kg, die Höchstgeschwindigkeit lag bei 55 km/h.
Der 5/12 PS war als Zweisitzer, offener Tourenwagen mit drei oder vier Sitzen, Doppelphaeton oder Lieferwagen erhältlich. Alle Ausführungen hatten einen Stahlblechrahmen, Starrachsen, Halbelliptikblattfedern vorn und hinten und Holzspeichenräder. Die Handbremse wirkte auf Innenbackenbremsen an der Hinterachse, die Fußbremse auf Außenbacken-Getriebebremsen. Der rechteckige Kühler wurde durch einen ovalen Kühler ersetzt, der besser zur neuen Torpedoform der Wagen passte.
Bereits 1914, kurz vor Beginn des Ersten Weltkrieges, ersetzte der 5/15 PS mit neuem Motor dieses Modell.